# Sydsudans herrlandslag i fotboll
Sydsudans herrlandslag i fotboll representerar Sydsudan i fotboll på herrsidan.

## Historik
Det var först tänkt att Sydsudan skulle spela mot Kenya den 10 juli 2011 i samband med självständighetsfirandet. Då matchen inte blev av spelade man i stället mot Tusker FC i Kenyan Premier League, samtidigt som Sydsudans herrlandslag i basket spelade sin första match. Matchen spelades på Juba Stadium. Sydsudan gjorde mål efter 10 minuter, men förlorade slutligen med 1-3. Sydsudan inträdde officiellt i CAF den 10 februari 2012, i samband med förbundsmötet i Libreville, Gabon. Sydsudan upptogs sedan i Fifa den 25 maj 2012 under FIFA-kongressen i Budapest i Ungern.
Den 10 juli 2012 spelade Sysudan sin första landskamp, då man mötte Uganda i en träningsmatch i Juba. Matchen slutade 2-2, efter mål av James Moga och Richard Justin Lado för Sydsudan. Därmed hamnade Sydsudan på 199:e plats på FIFA:s världsrankinglista i august det året.
I kvalet till VM 2018 deltog man i den första omgången mot Mauretanien. 2 matcher där slutresultatet blev 5-1 till Mauretanien som gick vidare till omgång 2.

## Resultat

### VM
- 1930-2018 - deltog ej

### Afrikanska mästerskap
- 1957-2013 - deltog ej

### Fotnoter
1. ↑  Al-Smith, Gary (3 augusti 2011). ”Fierce rivalry and the bulky Pirate”. ESPN. Arkiverad från originalet den 1 januari 2014. https://web.archive.org/web/20140101072436/http://espnfc.com/columns/story/_/id/939387/africa-report:-fierce-rivalry,-a-young-gun-and-the-bulky-pirate. Läst 25 maj 2012.
2. ↑  ”Men's Ranking”. Fifa. https://inside.fifa.com/fifa-world-ranking/men?dateId=id14415. Läst 2 juli 2024.
3. ↑  Martell, Peter (6 juli 2011). ”World’s Newest Nation Set to Step Into Sporting Arena”. Jakarta Globe. Arkiverad från originalet den 27 september 2012. https://web.archive.org/web/20120927093457/http://www.thejakartaglobe.com/basketball/worlds-newest-nation-set-to-step-into-sporting-arena/451201. Läst 25 juli 2011.
4. ↑  Rice, Xan (10 juli 2011). ”South Sudan marks statehood with football match”. The Guardian (London). http://www.guardian.co.uk/world/2011/jul/10/south-sudan-statehood-football-match. Läst 25 juli 2011.
5. ↑  ”Independent South Sudan play first football match”. Kickoff.com. 11 juli 2011. Arkiverad från originalet den 14 juni 2012. https://web.archive.org/web/20120614065316/http://www.kickoff.com/features/22897/independent-south-sudan-play-their-first-match-against-kenyas-tusker-fc.php. Läst 24 december 2011.
6. ↑  South Sudan admitted as a member of CAF Arkiverad 31 juli 2012 hämtat från the Wayback Machine., SuperSport.com, läst 10 februari 2012.
7. ↑  ”FIFA Congress fully backs reform process, appoints first woman to Executive; welcomes South Sudan as 209th FIFA member”. FIFA Congress. 25 maj 2012. Arkiverad från originalet den 21 april 2015. https://web.archive.org/web/20150421033846/http://www.fifa.com/aboutfifa/organisation/bodies/congress/news/newsid=1639773/index.html. Läst 2 juni 2012.
8. ↑  Mensah, Kent (27 maj 2012). ”South Sudan become Fifa’s 209th member”. Goal.com. http://www.goal.com/en-india/news/143/africa/2012/05/27/3129200/south-sudan-become-fifas-209th-member. Läst 24 juni 2012.